# Ozero Vetjora
Ozero Vetjora (ryska: Озеро Вечёра) är en sjö i Belarus.   Den ligger i voblasten Minsks voblast, i den centrala delen av landet, 140 km söder om huvudstaden Minsk. Ozero Vetjora ligger 130 meter över havet. Arean är 1,8 kvadratkilometer. Den sträcker sig 2,2 kilometer i nord-sydlig riktning, och 1,3 kilometer i öst-västlig riktning.
I omgivningarna runt Ozero Vetjora växer i huvudsak blandskog. Runt Ozero Vetjora är det ganska glesbefolkat, med 22 invånare per kvadratkilometer.